# Aci Bertoncelj
Aci Bertoncelj, slovenski pianist in pedagog, * 27. avgust 1939, Ljubljana, † 22. september 2002, Domžale. 
Podobno kot največja slovenska pianistka, Dubravka Tomšič Srebotnjak, je tudi Bertoncelj prišel na glasbene odre kot čudežni otrok. S študijem klavirja je začel pri Zorki Bradač na SGBŠ v Ljubljani. Diplomiral je na ljubljanski Akademiji za glasbo v razredu Hilde Horak, nato se je izpopolnjeval v Salzburgu, kjer sta bila njegova mentorja Carlo Zecchi in Hans Leygraf, v Parizu (Pierre Sancan) in v Rimu (Guido Agosti). Dolga leta je uspešno nastopal doma in v tujini kot solist, komorni glasbenik in član Tria Tartini, v zasedbi skupaj z violinistom Dejanom Bravničarjem in violončelistom Cirilom Škerjancem. Bil je eden najpomembnejših pianistov takratnega jugoslovanskega glasbenega prostora. Predvsem se je posvečal sodobni glasbeni literaturi, improvizaciji in tudi jazzu. Od leta 1979 je deloval kot profesor klavirja na Akademiji za glasbo v Ljubljani. Klavir je poučeval tudi na mednarodnih mojstrskih tečajih v Vetrinju (nem. Viktring) na avstrijskem Koroškem in na srednji stopnji Glasbene šole Frana Koruna Koželjskega v Velenju. Bil je med pobudniki stilnih koncertov klasične glasbe v Grobljah pri Domžalah.
Vzgojil je številne generacije slovenskih pianistov, njegovi učenci so med drugimi bili Maja Klinar, s katero se je kasneje tudi poročil, Bojan Gorišek, Andraž Hauptman, Maša Poljanec, Igor Vičentič, Milanka Črešnik, Marko Hribernik, Jerneja Grebenšek, Simon Krečič, Irina Milivojević in mnogi drugi. V zadnjih letih je nastopal v klavirskem duu s pianistom Hinkom Haasom, s katerim sta izdala zgoščenko z deli Uroša Rojka, Ljuba Rančigaja in Bele Bartoka. Bertoncljev največji dosežek je Grand prix du disque Edison za gramofonsko ploščo, ki jo je posnel z violončelistom Heinrichom Schiffom za diskrografsko hišo EMI. Za svojih 40 let umetniškega delovanja je prejel še nagrado Prešernovega sklada 1972, nagrado mesta Ljubljane in Društva slovenskih skladateljev. Kot solist in komorni glasbenik je nastopal po Evropi, ZDA, Kanadi in Izraelu.
Njegova prva žena je bila slovenska dramska igralka Lenča Ferenčak.